# Macaca nemestrina
Macaca nemestrina (Макака південний свинохвостий) — вид приматів з роду Макака (Macaca) родини Мавпові (Cercopithecidae). лат. Nemestrinus — «бог гаїв»

## Опис
Має відносно короткий хвіст, який дещо нагадує хвіст свині. Має коротке коричневе хутро зверху, низ білуватий. Ноги довгі і сильні. Морда довга і безволоса. У верхній частині голови є темний клапоть волосся, щоки і борода можуть бути білими. Лице темно-рожеве. Довжина голови й тіла самців: 50-78 см, самиць: 45-55 см, довжина хвоста самців: 16-24 см, самиць: 13-25 см, вага самців: 10.7-14.5 кг, самиць: 6-8 кг.

## Поширення
Країни поширення: Бруней-Даруссалам; Індонезія (Калімантан); Малайзія (півострів Малайзія, Сабах); Таїланд. Введено: Сингапур. Вид займає низовинний первинний і вторинний ліс, а також прибережні райони, болота і гірські ліси. Віддає перевагу щільним тропічним лісам на всіх висотах, але в рівній мірі й землі сільськогосподарського призначення. 

## Поведінка
Це переважно наземна тварина, денна і плодоїдна. Також споживає листя, бутони, пагони, комах і дрібних тварин. Має защічні мішки, в яких носить їжу поки її добуває і часто повертається до безпечного дерева, щоб поїсти. M. nemestrina живуть групами розміром 5-40 (в середньому 15—22) особин. Самці й самиці живуть разом. Усередині груп існує чітка ієрархія. Самиці залишаються в групі де вони народились, самці ж розходяться незадовго до того, як вони досягають статевої зрілості.

## Життєвий цикл
Після приблизно шести місяців вагітності, як правило, народжується один малюк. Дитинчата чіпляються після народження за живіт матері. Дитинчата годуються молоком близько одного року. Статева зрілість досягається за три-чотири роки. Середня тривалість життя понад 20 років, у неволі до 30 років.

## Загрози та охорона
Ці тварини перебувають під загрозою втрати середовища проживання, що є дуже серйозною проблемою багатьох частинах ареалу. Цей вид також часто розстрілюють як сільськогосподарського шкідника і полюють на продовольство.
Цей вид знаходиться в списку Додатку II СІТЕС.